# 五十嵐大介
五十嵐大介（日语：／ Igarashi Daisuke，1969年4月2日—），是日本漫画家。埼玉縣熊谷市出身。現居神奈川縣鎌倉市。多摩美術大學美術學部繪畫學科畢業。
1993年於《月刊Afternoon》上出道。以厲害的畫技與擅長纖細的描寫大自然世界出名。2004年《魔女》獲得日本新媒體動漫藝術節漫畫部門優秀獎；2009年《海獸之子》獲得第38回日本漫畫家協會賞優秀獎、第13回日本新媒體動漫藝術節漫畫部門優秀獎受賞。

## 來歷
中學時便開始在筆記本上用鉛筆畫漫畫。當時曾受到押井守的電影作品影響，開始描繪沒有對白的無聲漫畫。那時的漫畫還只是像塗鴉，正式的描繪漫畫已經是大學畢業以後了。找工作的時候，最初打算以畫家作為第一份工作，經過一連串的摸索才決定從事漫畫家的工作。
當時感覺到少女漫畫雜誌自由創作的氣氛，初次繪製短篇便於白泉社的少女漫畫雜誌《LaLa》上投稿。雖然之後落選，但編輯建議可以將這次落選的作品、投稿至講談社青年漫畫雜誌《月刊Afternoon》。此2部短篇作品於1993年Afternoon四季賞冬之競賽的四季大賞中得獎，正式作為漫畫家出道。之後的便作為《故事說不停》中的第1話開始進行連載。
於1996年連載結束之後，暫時沒有作品可供發表。在這段期間便到處去住宿旅行。目前從事自給自足的農村生活，也以此發表相關題材漫畫作品。

## 作品列表

### 連載作品
故事說不停（はなしっぱなし）（《月刊Afternoon》1994年2月号 - 1996年8月号、講談社）東立出版社 新星出版社
45篇短篇的連作集。故事構想源自於五十嵐學生時代散步中取材將其紀錄下來作為創作的題材。單行本全3卷、2004年由河出書房新社以上下卷重新裝訂的新裝復刻版。
小森食光/小森林（リトル・フォレスト）（《月刊Afternoon》2002年12月号 - 2005年7月号、講談社）臉譜出版 新经典文化出品 四川美术出版社出版
描述回到故鄉，循著農作、料理和回憶，一名女孩靠著自己的雙手奮力尋找自己在這個世界上可能僅存的容身之處。五十嵐以自身實際體驗將其如實展示的半自傳作品。本作品因石川潤的推薦而獲得第10回手塚治虫文化賞提名。全2卷。之後由森淳一導演、橋本愛所主演真人電影，於2014年到2015年期間分為4部曲上映（夏/秋/冬/春篇）。
魔女（2003年 - 2005年、月刊IKKI、小學館）臉譜出版
魔女為主題的短篇連作集。土耳其、熱帶地方、北歐、日本與彼此互不相關甚至違和的舞台所構成的作品。2004年獲得日本新媒體動漫藝術節優秀獎受賞。之後法語版於2007年獲得安古蘭國際漫畫節Best Comic Book獎的提名。共2卷。
- SPINDLE（《月刊IKKI》2003年6、8月号）
- KUARUPU（《月刊IKKI》2004年2月号）
- PETRA GENITALIX（《月刊IKKI》2004年6 - 8月号）
- （《月刊IKKI》2005年1月号）

南瓜與我的野放生活（カボチャの冒険）（2003年 - 2007年、《Animal Paradise》其他、竹書房）臉譜出版 次元书馆出品、四川美术出版社出版
描述五十嵐與愛貓「南瓜」每天日常生活的隨筆漫畫。單行本全1卷。
海獸之子（海獣の子供）（《月刊IKKI》2006年2月号 - 2011年11月号）東立出版社 读库漫编室出品 新星出版社出版
第12回手塚治虫文化賞提名。單行本全5卷
（《MiChao!》内的Pentenant Lopus上連載、2008年2月 - 2008年11月）
描述不知為何變身的幼貓「Pana」的故事。本作為全彩作品。於網頁上連載。
SARU（新繪、小学館）
與伊坂幸太郎的小説《SOS之猿》，各自獨立完成的競作。
（《Hibana》2015年11月号 - 2017年9月號、小學館）
Designs（ディザインズ）（《月刊Afternoon》2015年6月号 - 2019年5月號、講談社）臉譜出版
單行本全5卷

### 短篇作品
《凌空之魂（そらトびタマシイ）》（2002年刊、講談社）臉譜出版/中信出版社
收錄作品：
| 原文標題 | 中文標題             | 連載日期                         |
| -------- | -------------------- | -------------------------------- |
|          | 產土                 | 《週刊Morning》1998年2･3号合併号 |
|          | 凌空之魂             | 《月刊Afternoon》1998年5月号     |
|          | 屠熊盜神者太郎的眼淚 | 《月刊Afternoon》1999年6月号     |
|          | 撒沙                 | 《月刊Afternoon》2000年8月号     |
|          | 麵包與貓             | 《月刊Afternoon》2002年6月号     |
|          | 冬未了               | 1993年四季大賞受賞作、雜誌未刊載 |

（2012年刊、小学館）
- （販促用冊子、2004年）
- （《月刊IKKI》2004年10月号別冊付録） - 「色子」名義
- （販促用冊子、2005年）
- （《少年文芸》vol.1（2005年）、Imago社）
- （同上）
- （販促用冊子、2007年）
- （《Eureka》2012年1月臨時增刊號）
- （新繪）

《環世界（ウムヴェルト 五十嵐大介画集）》（2017年刊、講談社）臉譜出版/中信出版社
收錄作品：
| 原文標題 | 中文標題         | 連載日期                      |
| -------- | ---------------- | ----------------------------- |
|          | 迦樓羅           | 《Esola》vol.1（2004年）      |
|          | 鱷魚             | 《Esola》vol.2（2005年）      |
|          | 魚               |                               |
|          | 鬼，來襲         | 《Esola》vol.3（2006年）      |
|          | 土龍             | 《Esola》vol.4（2007年）      |
|          | 鐺鏗鐺啦叩       |                               |
|          | 真是太好了，雨男 |                               |
|          | 正吉和奶奶       | 《月刊IKKI》2012年9月号       |
|          | Moon Child       | 《文藝別冊 五十嵐大介》2014年 |
|          | 環世界           | 《月刊Afternoon》2014年6月号  |

各單行本收錄作品
- （黑田硫黃《茄子 安達魯西亞之夏 動畫＆漫畫 Collabo BOOK》2003年、講談社）《リトル・フォレスト》2卷收錄
- （《Mhz》vol.3（2007年）、Magazine Five）《海獸之子》2卷收錄
- （《BRUTUS》No.726（2012年）、Magazine House）《海獸之子》5卷收錄、全彩收錄
- （《Comic いわて WEB》2014年）《Comic いわて from WEB》（2014年、銀杏社）收錄
- 《バスザウルス》（2020年、亜紀書房）收錄

未收錄作品
- （《月刊Afternoon》1995年1月号）
- （《幽》第2号（2004年）、Media Factory）
- （《幽》第3号（2005年））
- （《Japon》、2005年、飛鳥新社）
- （《Manga Club》2009年8月号、竹書房）
- （《文藝別冊 伊坂幸太郎》2010年、河出書房新社）
- （《Manga Erotics F》vol.77（2012年）、太田出版）
- （《Jump改》2013年8月号）

### 其他
- 辻村深月2013年、講談社 - 封面插圖
- 天童荒太2013年、Chikuma文庫 - 封面插圖
- 伊沢尚子2013年、福音館書店 - 繪
- 森達也2014年、角川文庫 - 封面插圖
- 村崎友2015年、角川文庫 - 封面插圖
- 魯德亞德·吉卜林著、譯：三邊律子《Jungle Book》（ジャングル・ブック）2015年、岩波少年文庫 - 封面插圖、插畫
- 莎莉·加德納著、譯：三邊律子《Motherland Month》（マザーランドの月）2015年、小學館 - 封面插圖
- 富安陽子《 1～3》2015年～2016年、講談社 - 封面插圖

## 相關人物
黑田硫黃
五十嵐和黑田的關係，在為數不多的漫畫家朋友當中對黑田來說他是最特別的，訪談中曾說過很尊敬他。2001年的國際交流基金亞洲中心主辦「Asia IN Comics」展與黑田共同參加，黑田的《茄子 安達魯西亞之夏 動畫＆漫畫 Collabo BOOK》中邀請朋友將自己的作品寄稿至此（五十嵐《リトル・フォレスト》2卷再收錄）。
漆原友紀
與五十嵐、黑田一同在《月刊Afternoon》上出道的漫畫家。訪談時曾說過受到五十嵐的作品很大的影響。
木地雅映子
曾公開宣稱自己為五十嵐大介的粉絲，甚至於在《Minor Club House Series》中讓《海獸之子》登場。另外，五十嵐也說自己很喜歡《Minor Club House Series》這系列書籍，於文庫版中親自繪製封面插圖。

## 出處
1. ↑  前掲《大學漫畫》Vol.5、211頁
2. ↑  島田一志「五十嵐大介インタビュー」《コミック・イズ・デッド》2005年、STUDIO CELLO、138頁-156頁
3. ↑  .   [2018-12-13]. （原始内容存档于2007-10-30）.
4. ↑  五十嵐大介、木地雅映子の青春小説に表紙イラストを提供 （页面存档备份，存于）、natalie

## 外部連結
- 五十嵐大介周邊日誌 （页面存档备份，存于）（擔當編輯者的部落格）
- 五十嵐大介お知らせ的X（前Twitter）